# Patrick McDonnell
(Innocent Bystander)
Patrick Luigi McDonnell (New Jersey, 17 marzo 1956) è un fumettista e illustratore statunitense, creatore della striscia a fumetti Mutts.

## Biografia
Patrick Luigi McDonnell nasce nel 1956 in New Jersey; il padre è irlandese mentre la madre ha origini italiane. Inizia la sua carriera nel mondo dei fumetti come illustratore free lance, disegnando la colonna del Russell Baker Observer sul New York Times dal 1978 al 1993. Oltre a creare una propria striscia, Bad Baby (che durerà per dieci anni), contribuisce regolarmente a Sports Illustrated, Reader's Digest, Forbes, TIME e ad altri giornali nazionali.
Nel 1994 McDonnell crea la striscia fumettistica Mutts, che appare attualmente su 700 quotidiani, in venti paesi. Mutts è stata descritta da Charles Schulz come "Una delle migliori strisce a fumetti di sempre".
Tra le influenze di McDonnell ci sono George Herriman, E.C. Segar e le strisce di Krazy Kat e Peanuts.
McDonnell è spesso coinvolto in opera di beneficenza animaliste, ed è membro della Board of Directors for both The Humane Society of the United States and the Fund for Animals. Lui e la moglie Karen O'Connell, entrambi vegetariani, vivono a New Jersey assieme al loro gatto MeeMow.

## Riconoscimenti
- 1991: National Cartoonist Society Award for Greeting Cards
- 1991: National Cartoonist Society Award for Magazine and Book Illustration
- 1996: National Cartoonist Society's Award for Comic Strip of the Year
- 1997: Swedish Academy of Comic Art's Adamson Statuette
- 1997: Harvey Award for Best Comic Strip
- 1997: Ark Trust Genesis Award
- 1998: Germany's Max and Moritz Award for Best International Comic Strip
- 1999: Ark Trust Genesis Award
- 1999: Harvey Award for Best Comic Strip
- 1999: National Cartoonist Society's Reuben for Cartoonist of the Year
- 2001: Harvey Award for Best Comic Strip
- 2001: PETA Humanitarian Award
- 2002: Harvey Award for Best Comic Strip
- 2003: Harvey Award for Best Comic Strip

## Produzione

### Raccolte diMutts
- Mutts (1996)
- Cats & Dogs (1997)
- More Shtuff (1998)
- Mutts Little Big Book (1998)
- Yesh! (1999)
- Mutts Sundays (1999)
- Our Mutts (2000)
- A Little Look-See (2001)
- Sunday Mornings (2001)
- What Now (2002)
- I Want To Be The Kitty! (2003)
- Mutts: The Comic Art of Patrick McDonnell (2003)
- Dog-Eared (2004)
- Sunday Afternoons (2004)
- Who Let The Cat Out? (2005)
- Sunday Evenings (2005)
- Everyday Mutts: A Comic Strip Treasury (2006)
- The Best of Mutts (2007)
- Animal Friendly: A Mutts Treasury (2007)
- Mutts: Shelter Stories: Love. Guaranteed.  (2008)

### Altre opere
- Bad Baby (1988)
- The Gift of Nothing (2005)
- Art (2006)
- Just Like Heaven (2006)
- Hug Time (2007)